# Communisme primitif
 (juillet 2012).
Si vous disposez d'ouvrages ou d'articles de référence ou si vous connaissez des sites web de qualité traitant du thème abordé ici, merci de compléter l'article en donnant les références utiles à sa vérifiabilité et en les liant à la section « Notes et références ».
Le communisme primitif est, selon Karl Marx, Friedrich Engels et différentes théories communistes, l'organisation politique de la société humaine primitive.

## Histoire de la théorie
La base scientifique est le travail de Lewis Henry Morgan, le père de l'anthropologie, sur les sociétés archaïques des Iroquois. Les résultats sur une évolution de la parenté (consanguinité selon Morgan), de la famille, de la condition de la femme dans l'histoire ont été repris par Engels pour l'écriture de L'origine de la famille, de la propriété privée et de l'État, initiée par des notes de Marx. Cet ouvrage s'est aussi beaucoup inspiré des théories de Johann Jakob Bachofen sur la gynocratie.
L'économiste Rosa Luxemburg a particulièrement utilisé le concept de communisme primitif, car elle traçait un lien particulier entre capitalisme et impérialisme. Pour elle, la colonisation était le principal mode d'accumulation primitive, aux dépens des communismes autochtones.
La théorie du communisme primitif a été critiquée par des anthropologues tels que Bronisław Malinowski et des primitivistes libéraux.
Le féminisme de la deuxième vague s'est intéressé aux théories du communisme primitif et du matriarcat originel.

## Principaux aspects de la théorie
À contre-courant de la pensée dominante de la société bourgeoise du XIXe siècle, le droit de propriété dans la pensée socialiste n'est pas un droit naturel mais une construction des hommes et de la société à un moment donné. Marx et Engels caractérisaient le communisme primitif par la rareté des biens, tandis que le communisme moderne qu'ils proposaient devait être un communisme de l'abondance.

### Une égalité sociale…
Les rapports sociaux y sont égalitaires. La division du travail y est « naturelle », c'est-à-dire fondée sur les capacités physiques et intellectuelles (les goûts aussi) de chaque individu. Grossièrement, elle se traduit par une division sexuelle des tâches où l'homme chasse le gros gibier et assume les tâches les plus dangereuses, et la femme assure la cueillette et l'éducation des jeunes enfants. Elle se manifeste aussi par une division naturelle entre classes d'âge.
Mais tout cela n'entraîne pas alors une domination des vieux sur les jeunes, et des hommes sur les femmes.

### …sous domination naturelle
Ces sociétés, par delà toute leur diversité, ont toutes un point en commun : elles sont dominées par les facteurs naturels, par l'environnement. Tout leur effort tend pour l'essentiel à s'affranchir de cette domination afin d'améliorer les conditions de vie et de reproduction de leurs membres, depuis la création des premiers outils jusqu'aux inventions de l'élevage et de l'agriculture.
Ces améliorations sont lentes du fait que la nature est vécue comme un être vivant, une force supérieure, qui se donne à l'être humain à la condition que celui-ci la serve correctement. Dans ce contexte toute invention technique, pour pouvoir être adoptée, ne doit jamais être considérée par le groupe comme une transgression de l'ordre naturel.

### Naissance des inégalités et des classes sociales
Avec l'agriculture et l'élevage, ce rapport à la nature s'inverse progressivement et l'idée d'une domination de l'homme sur la nature va aller en se développant pour aboutir, technologiquement parlant, à l'industrie. Mais, dans le même temps, l'inversion de ce rapport va s'accompagner d'un effondrement de l'égalité sociale.
Les inégalités dans la production agricole, selon la qualité des sols cultivés, vont progressivement transformer les rapports d'entraide des chasseurs-cueilleurs du communisme primitif en rapports de dépendance des premières sociétés divisées en classes sociales. La limitation de superficie des terres cultivables et les inégalités sociales vont aussi amener aux premiers affrontements sociaux entre groupes humains (lutte de classes) et à la guerre.

### …aux découvertes scientifiques
Une société sans propriété ne veut pas dire comme dans la vision utopique du bon sauvage que les problèmes d'exploitation, de domination ou de guerres n'existent pas ou n'existeraient plus.
Cependant, l'anthropologue Alain Testart constate que toutes les sociétés sans exception ne pratiquant pas de stockage sont économiquement égalitaires. Et inversement, celles pratiquant le stockage sont inégalitaires. Mais, le rapport entre le caractère de production et les structures sociales n'est pas si évident et encore mal défini.

## Une hypothèse historique ou philosophique?
La réalité historique du communisme primitif est souvent dénoncée comme un mythe. Pourtant, selon Walter Benjamin, l'intérêt de la théorie du communisme primitif n'est pas de démontrer qu'il y a eu – ou pas – un état de faits qu'on devrait appeler communisme. Il s'agit plutôt, dans la même logique que dans l'expérience de pensée du retour à l'état de nature de Jean-Jacques Rousseau, de prendre conscience de l'existence de modes d'organisation communistes dans le passé, et d'affirmer leur nécessité. Frédéric Neyrat l'explique ainsi :

« Au nom d’un geste déconstructif facile, ou d’un lacanisme mal utilisé, on pourrait croire que le « communisme primitif » n’est qu’un fantasme, un effet rétroactif, une projection imaginaire dans le passé ; mais ce que nous dit Benjamin est bien plus intéressant : le communisme primitif n’est pas un fantasme, on peut l’attester historiquement et anthropologiquement, mais il n’est pas non plus un fait, il est ce dont nous devons nous emparer pour défaire ce qui empêche la libération de son existence. Ponctuellement, le communisme a eu lieu ; mais de façon ontologiquement incomplète. »

### Études duXXIesiècle
- Christophe Darmangeat, Le Communisme primitif n’est plus ce qu’il était, Toulouse Smolny, 2009, nouvelle édition entièrement remaniée 2012, troisième édition 2022
- Alain Testart, Avant l'histoire : l'évolution des sociétés, de Lascaux à Carnac. Gallimard, 2012
- Alain Testart, Le communisme primitif, économie et idéologie, Maison des Sciences de l'Homme, 1995

### Textes historiques
- Friedrich Engels, L'Origine de la famille, de la propriété privée et de l'État : (pour faire suite aux travaux de Lewis H. Morgan) [« Ursprung der Familie, des Privateigenthums und des Staats »], Paris, Carré, 1893 (1re éd. 1884) (OCLC 313398699, lire en ligne)
- Paul Lafargue, Le Déterminisme économique de Karl Marx. Recherche sur l'origine des idées de Justice, du Bien, de l'âme et de dieu, L'Harmattan, 1997 (1909) (Lire en ligne, Archives marxistes sur Internet)
- Paul Lafargue, La propriété, Origine et évolution, Éditions du Sandre, 2007 (1890) (Lire en ligne, Archives marxistes sur Internet)
- Lewis Henry Morgan, La société archaïque, Éditions Anthropos, 653p. 1985 (1877)

### Anthropologie
- Liste des courants de l'anthropologie
- Evolutionnisme (anthropologie)
- Fonctionnalisme, Bronislaw Malinowski
- Anthropologie marxiste
- Ethnocentrisme

### Économie
- Anthropologie économique
- Modes de production, Propriété collective du sol
- Économie de don, Essai sur le don
- Potlatch, Économie des Iroquois

### Droit
- Constitution de la nation iroquoise
- Droit des peuples autochtones